# ریوسوکه کاگاوا
ریوسوکه کاگاوا (به ژاپنی: 香川良介 Kagawa Ryōsuke)؛ (۱۰ اکتبر ۱۸۹۶ – ۱۷ آوریل ۱۹۸۷) هنرپیشه اهل ژاپن بود. وی در بیش از ۱۱۰ فیلم بین سالهای ۱۹۲۸ و ۱۹۸۴ ظاهر شد.
از فیلم‌هایی که وی در آن نقش داشته‌است، می‌توان به دروازه جهنم، اوگتسو مونوگاتاری، سانشوی مباشر، ۴۷ رونین وفادار و یاگیو رنیاسای:هیدنتسوگی کاگه‌شو اشاره کرد.